# Campeonato Rondoniense de Futebol de 2008
O Campeonato Rondoniense de Futebol de 2008 foi a 67.ª edição do torneio, aconteceu entre 15 de março e 1 de junho de 2008 e reuniu oito equipes, sendo uma da capital, Porto Velho, e as outras sete do interior do estado. A equipe campeã do campeonato, Ulbra, garantiu vaga na Copa do Brasil 2009.

## Formato
Na primeira fase, as oito equipes jogaram em turno e returno, todos contra todos. Na fase seguinte, as quatro melhores fizeram as semifinais, também em jogos de ida e volta. Os vencedores fizeram as finais do campeonato. A final também foi em duas partidas, sendo que a equipe com a melhor campanha da primeira fase, jogou a segunda partida da decisão no seu estádio.
A equipe que terminou no último lugar na classificação da primeira fase, União Cacoalense, foi rebaixada para a segunda divisão do estadual.

### Critérios de desempate
Os critério de desempate foram aplicados na seguinte ordem:
- Maior número de vitórias
- Maior saldo de gols
- Maior número de gols marcados (GP)
- Confronto direto
- Maior saldo de gols (SG) no confronto direto
- Sorteio